# Kerala
Kerala je indijska savezna država na jugozapadu zemlje. Kerala se nalazi na obali Arapskog mora, a okružuju je savezne države Karnataka i Tamil Nadu na jugu i istoku. Država ima 31,838.619 stanovnika i prostire se na 38.863 km2. Glavni grad države je Thiruvananthapuram,  ostali veći gradovi su Kochi i Kozhikode.

## Etničke grupe
- Popis plemena: Eravallan, Kadar, Kammara, Kanikkar, Kapu, Kondareddis, Koya, Kurichiyan, Kurichya, Kurumba, Malai Vedan, Malasar, Malayan, Malayarayan, Mannan, Marati, Muthuvan, Palleyan, Paniyan, Pulaya, Ulladan, Urali.